# Splátka
Splátka je obvykle pravidelná peněžitá platba v předem stanovené výši, kterou dlužník postupně splácí svůj dluh. Účelem splátek je rozložení jednoho velkého závazku, což umožňuje dlužníkovi dostát svým závazkům ve výši, která by neumožnila jednorázové splacení. Nevýhodou hrazení dluhu ve splátkách je prodloužení doby, za kterou se počítají úroky.